# Хадиженськ
Хадиженськ — місто (з 1949) в Росії, в Апшеронському районі Краснодарського краю.
Населення 22 733 осіб (2016)
Місто розташоване на річці Пшиш, за 113 кілометрів від Краснодара, за 15 кілометрів від районного центру Апшеронська.
Залізнична станція Хадиженська на залізниці Армавір — Туапсе.
У місті є бальнеологічний курорт з йодобромними водами.

## Історія
Хадиженська станиця заснована у 1864 році на місці винищеного російським військом черкеського аулу Хадижі. Першими поселенцями були кубанські козаки зі степових станиць, а пізнішими - поселенці з України, Подоння й Поуралля.
Після виявлення в 1909 році біля станиці родовища стала розвиватися нафтовидобувна промисловість, що призвело до швидкого зростання населення.
Чи не пізніше 1935 року станиця була перетворена в робітниче селище Хадиженське.
28 вересня 1949 року селище перетворено на місто Хадиженськ.

## Промисловість
- НГДП "Хадиженнефть" (ОАО "РН-Краснодарнефтегаз")
- Хадиженський машинобудівний завод
- Лісгосп
- АТ «Хадиженлеспром»
- Хадиженський ліспромгосп
- Хлібокомбінат
- Пивзавод
- Санаторій «Мінеральний»